# Henry FitzAlan, Lord Mautravers
Henry FitzAlan, Lord Mautravers (* 1538; † 30. Juni 1556 in Brüssel) war ein englischer Adliger.

## Leben
Er entstammte der Adelsfamilie FitzAlan und war der einzige Sohn des Henry FitzAlan, 19. Earl of Arundel (1512–1580), der unter den Königen Heinrich VIII. und Eduard VI. Lord Chamberlain of the Household war, aus dessen erster Ehe mit Lady Katherine Grey (1512–1542), Tochter des Thomas Grey, 2. Marquess of Dorset. Seine Mutter war die Schwester von Henry Grey, 1. Duke of Suffolk, und Henry damit ein Cousin der Neun-Tage-Königin Jane Grey. Er hatte zwei Schwestern Joanna Lumley, Baroness Lumley (1537–1578) und Mary Howard, Duchess of Norfolk (1540–1557).
Als Heir apparent seines Vaters führte Henry ab 1544 den Höflichkeitstitel Lord Mautravers. Am 20. Februar 1547 wurde er von Eduard IV. im Rahmen der Krönung Eduards VI. von diesem zum Knight of the Bath geschlagen. Im Mai 1549 begann er ein Studium am Queens’ College der Universität Cambridge.
Am 12. April 1555 heiratete er Ann Rich († 1581), Witwe des Sir Hugh Rich († 1544, Sohn des Richard Rich, 1. Baron Rich), Tochter und Coerbin des Sir John Wentworth, Gutsherr von Gosfield in Essex.
1556 wurde er als englischer Botschafter zu König Ferdinands I. nach Böhmen entsandt, starb aber noch während der Anreise in Brüssel an einem Fieber und wurde in der dortigen Kathedrale bestattet.
Da er kinderlos vor seinem Vater starb, erbte nicht er, sondern sein Neffe Philip Howard, die Adelstitel seines Vaters als 20. Earl of Arundel. Seine Witwe heiratete nach 1573 in dritter Ehe William Deane.